# Tarahiki Island
Tarahiki Island, auch Shag Island genannt, ist eine Insel im Hauraki Gulf im Norden der Nordinsel von Neuseeland.

## Geographie
Die rund 6 Hektar große Insel befindet sich rund 3 km östlich von Waiheke Island und rund 24 km westlich der kleinen Stadt Coromandel auf der Coromandel Peninsula. Sie besitzt eine Länge von rund 470 m in Nord-Süd-Richtung und misst an ihrer breitesten Stelle rund 240 m. Die höchste Erhebung der Insel kommt auf eine Höhe von 68 m.
Angrenzende Inseln sind im Westen Waiheke Island, Pakatoa Island, im Südwesten Rotoroa Island und die dahinter liegende größere Insel Ponui Island / Chamberlins Island.
Administrativ gehört die Insel zum Auckland Council.

## Flora und Fauna
Auf der Insel leben in Brutkolonien in etwa 700 zur Familie der Kormorane gehörende Tüpfelscharben, in Neuseeland Spotted Shag genannt.